# Erebia remingtoni
Erebia remingtoni är en fjärilsart som beskrevs av Ehrlich 1952. Erebia remingtoni ingår i släktet Erebia och familjen praktfjärilar. Inga underarter finns listade i Catalogue of Life.